# Selva di Piro
La Selva di Piro (in sloveno: Hrušica, in tedesco: Birnbaumer Wald) è un altopiano situato a nord del passo di Postumia, in Slovenia.
L'altopiano può essere visto come la fine o il prolungamento della Selva di Tarnova (Trnovski gozd), mentre ad ovest vi è il monte Nanos. L'altopiano calcareo raggiunge un'altezza di 1.080 m s.l.m., mentre la strada che li attraversa si trova a 883 m. Dal momento che il passo di Postumia è valicato ad un punto più basso di 606 m nei pressi di Postumia, il traffico veicolare e ferroviario evita la Selva di Piro.
Nella Selva di Piro vi era un'antica fortezza romana chiamata Ad Pirum, che faceva parte del sistema difensivo della Claustra Alpium Iuliarum.

## Classificazione
La Partizione delle Alpi inseriva tutto l'Alto Carso e la Selva di Piro nelle Alpi Giulie. Le moderne classificazioni (compresa la SOIUSA) escludono l'Alto Carso dal sistema alpino e lo attribuiscono alle Alpi Dinariche.